# Solanum tegore
Solanum tegore är en potatisväxtart som beskrevs av Jean Baptiste Christophe Fusée Aublet. Solanum tegore ingår i släktet skattor som ingår i familjen potatisväxter. Inga underarter finns listade i Catalogue of Life.